# Distretto di Whanganui
Il distretto di Whanganui è un'autorità territoriale della Nuova Zelanda che si trova entro i confini della regione di Manawatu-Wanganui, nell'Isola del Nord. La sede del Consiglio distrettuale si trova nella città di Whanganui.
La città di Whanganui si trova presso la foce del fiume omonimo, 200 chilometri a nord di Wellington e 75 chilometri a nordovest di Palmerston North. La maggior parte della città si trova sulla sponda nord-occidentale del fiume.

## Storia

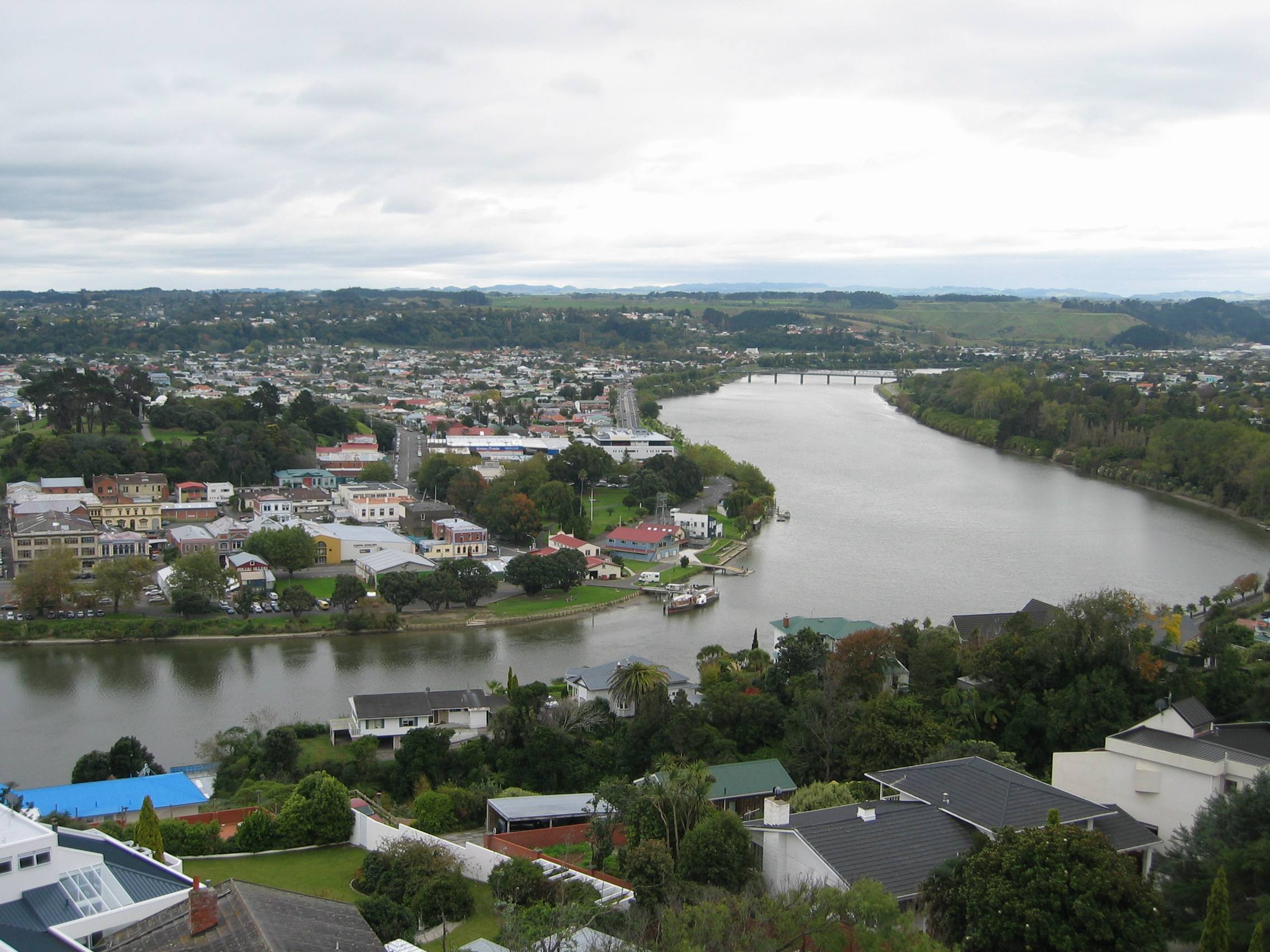
Un panorama di Whanganui

La zona in cui sorge la città era abitata da popolazioni maori ben prima dell'arrivo dei coloni europei. Nel XIX secolo, dopo la fondazione di Wellington, questa regione divenne un importante centro di commerci, e fu naturale fondarvi un insediamento stabile. Nei primi anni i terreni vennero acquistati dai Maori, che però opposero una certa resistenza. Solo dopo molti anni (a volte sfociati in scontri) venne trovato un accordo e la città poté prosperare.
Whanganui crebbe rapidamente e il territorio circostante venne disboscato per far posto ai pascoli. Il nome originale dell'insediamento era Petre, in onore di Lord Petre (un membro importante della New Zealand Company, nata per promuovere la colonizzazione della Nuova Zelanda, ma nel 1852 venne cambiato nell'attuale Whanganui, nome derivato dalle parole māori whāngā nui, che significa "grande baia" o "grande porto".
Il Distretto venne creato nel 1989 con l'unione delle contee di Whanganui e Waitotara. La maggior parte del territorio è costituito da colline che sovrastano il corso del fiume Whanganui; una gran parte di questi terreni fa parte del Whanganui National Park. Dei 43.300 abitanti del Distretto, ben 38.800 vivono nella città di Whangarui. Il solo altro centro degno di nota è Jerusalem, anche se si tratta di poco più di un villaggio.

## Amministrazione

### Gemellaggi
- Reno, Nevada, USA (dal 1974)
- Toowoomba, Queensland, Australia (dal 1983)
- Nagaizumi, Giappone (dal 1988)